# Права ЛГБТ в Ботсване
Мужская и женская гомосексуальность в Ботсване преследовалась по закону до 11 июня 2019 года. В последние годы тема ЛГБТ в Ботсване стала менее табуированной среди населения. По данным опроса, проведённым в 2016 году, 43 % ботсванцев спокойно отнеслись бы к наличию гомосексуальных соседей.

## Правовое положение (до июня 2019 года)
Согласно Уголовному кодексу Ботсваны:
- Раздел 164 (Противоестественные действия): «Любое лицо, которое вступает в интимную связь с человеком своего пола или склоняет к такой близости, виновен в совершении преступления и подлежит тюремному заключению на срок, не превышающий семи лет».

- Раздел 165 (Попытки к совершению противоестественных действий): «Любое лицо, которое пытается совершить какое-либо из преступлений, указанных в разделе 164, признаётся виновным в совершении преступления и подлежит тюремному заключению на срок не более пяти лет».

- Раздел 167 (Непристойные отношения между людьми): «Любое лицо, публичное или частное, совершающее какое-либо грубое непристойное действие с другим лицом или принуждающее другое лицо к совершению подобного акта, считается виновным в совершении преступления».

- Раздел 33 (Общее наказание за правонарушения): «Если преступление не подходит ни под одно из вышеупомянутых разделов, виновному грозит до двух лет тюрьмы и штраф».

Ранее данные меры наказания применялись только в отношении мужчин, в дальнейшем после решения Верховного суда Ботсваны стали применяться и для женщин. Хотя однополые контакты остаются незаконными, известные случаи преследования встречаются редко. 30 марта 2016 года городской совет Габороне единогласно одобрил резолюцию, призывающую к отмене в Ботсване уголовной ответственности за однополые сексуальные акты.
11 июня 2019 года Высший суд Ботсваны отменил уголовную ответственность за однополые сексуальные действия, единогласно объявив, что статья 164 Уголовного кодекса Ботсваны является неконституционной. Решение приветствовалось правящей Демократической партией Ботсваны.

## Антидискриминационный закон
В 2010 году был принят закон, запрещающий дискриминацию в сфере занятости по признаку сексуальной ориентации.

## Правозащитные организации
Основной правозащитной ЛГБТ-организацией Ботсваны является «Лесбиянки, геи и бисексуалы Ботсваны». Правительство дважды отказывало в регистрации организации, мотивируя тем, что она «может быть использована для любых незаконных целей, наносящих ущерб миру, благополучию и порядку в Ботсване». В 2013 году члены организации подали в суд на правительство Ботсваны. В ноябре 2014 года суд вынес решение о незаконности отказа в регистрации. Правительство обжаловало решение, которое суд 16 марта 2016 года оставило без изменений.